# São João Baptista (Boa Vista)
São João Baptista es una freguesia caboverdiana del municipio de Boa Vista.

## Geografía
La freguesia abarca parte de la isla de Boa Vista.

## Organización territorial
La freguesia contaba en 2010 con 639 habitantes distribuidos en las entidades de población de:

### Localidades
- Cabeça dos Tarrafes
- Fundo das Figueiras
- João Galego